# Cheyney University of Pennsylvania
Die Cheyney University of Pennsylvania (Name seit 1983, seit 1959 Cheyney State College) ist eine US-amerikanische öffentliche Universität im Staat Pennsylvania, gegründet 1837, die bei Thornbury liegt. Der Name stammt von der vermögenden Quäkerfamilie Cheyney, die das Land der Universität gespendet hat. Sie bildet bis zum Bachelor aus und ist Teil des Pennsylvania State System of Higher Education. Sie hat leicht über 600 Studierende (Undergraduates), die neben dem nach wie vor wichtigen Lehramt auch Berufe im medizinischen und sozialen Bereich anstreben. Das United States Census Bureau definierte den Ort im Jahr 2010 als Census-designated place. Dieser hatte 565 Einwohner bei der Zählung von 2020. Die Grenze zwischen Delaware County und Chester County verläuft über das Gelände.

## Geschichte

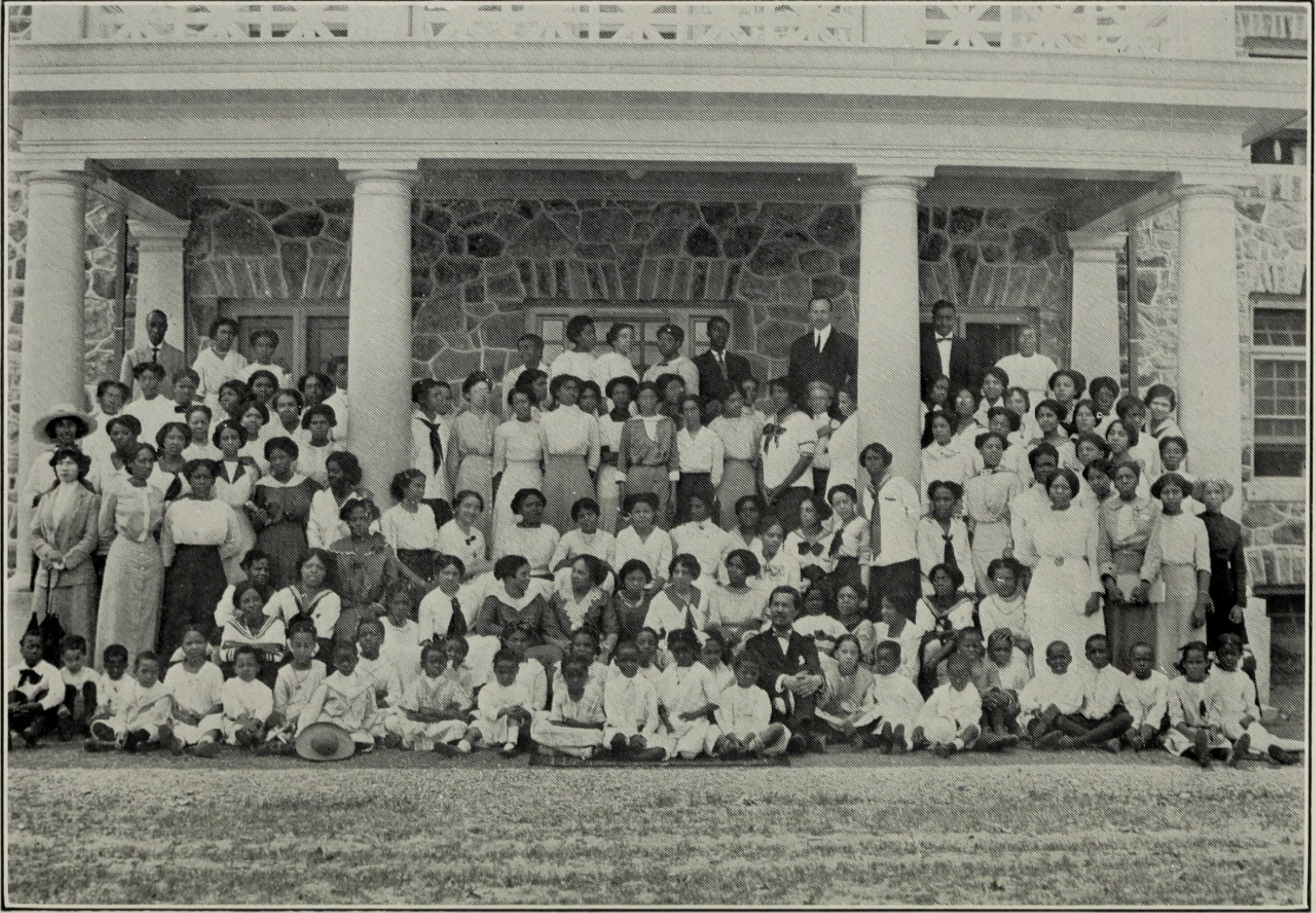
Teacher Training School 1914

Sie ist die erste Hochschule der USA, die Schwarze aufgenommen hat, und gehört zu den HBCU. Die Gründung erfolgte als African Institute im Februar 1837. Bereits im April folgte die Umbenennung zum Institute for Colored Youth (ICY). Der Gründer war der in Tortola geborene Quäker Richard Humphreys, der $ 10,000 (heutiger Wert etwa $ 250.000) spendete, um junge Schwarze in der Landwirtschaft und zu Lehrern auszubilden.
1902 zog das Institut um auf George Cheyneys Farm, ein großes Grundstück 40 km westlich von Philadelphia. 1913 folgte der Namenswechsel auf seine Familie.

## Studienangebot
Das Studienangebot teilt sich in zwei Bereiche: die School of Arts and Sciences und die School of Education and Professional Studies.

### The School of Arts and Sciences

#### The Department of Humanities
Communication
Liberal Studies
- Konzentration auf Education and Learning

#### The Department of Social Sciences
Social Relations
- Konzentration auf American Political Studies
- Konzentration auf Sociology
- Konzentration auf Criminal Justice

Psychology

#### The Department of Natural and Applied Sciences
Biology
- Konzentration auf Pre-Medicine
- Konzentration auf Pre-Nursing/Health Professions

### The School of Education and Professional Studies

#### The Department of Business, Education and Professional Studies
Business Administration
Recreation and Leisure Management
Hotel, Restaurant, and Tourism Management
Early Childhood Education
Early Childhood Education (PreK-4) and Special Education (PreK-8)

## Personen
- Bayard Rustin (1912–1987), Kämpfer für die Menschenrechte der Afroamerikaner

## Einzelbelege
1. ↑  Academic Departments & Programs. Abgerufen am 30. April 2021 (amerikanisches Englisch).
2. ↑  Cheyney University CDP, Pennsylvania. United States Census Bureau, abgerufen am 12. November 2023 (englisch).
3. ↑  The First HBCU. Abgerufen am 30. April 2021 (amerikanisches Englisch).